# Fodina reussiana
Fodina reussiana är en fjärilsart som beskrevs av Embrik Strand 1914. Fodina reussiana ingår i släktet Fodina och familjen nattflyn. Inga underarter finns listade i Catalogue of Life.